# Arrhenius (månekrater)
Arrhenius er et nedslagskrater på Månen. Det befinder sig på Månens bagside, nær dens sydvestlige rand. Med denne placering kan dets omgivelser ses under gunstige librationer, omend det sker fra en skrå vinkel. Det er opkaldt efter den svenske fysiker og kemiker Svante Arrhenius (1859-1927).
Navnet blev officielt tildelt af den Internationale Astronomiske Union (IAU) i 1970. 

## Omgivelser
Mod syd-sydøst ligger det nedslidte Blanchardkrater, og De Roy-krateret ligger længere mod vest.

## Karakteristika
Arrheniuskraterets ydre væg er blevet noget nedslidt og eroderet på grund af en række senere, mindre nedslag, som har efterladt dets rand afrundet og lav. Der er et indsnit i randen mod nord-nordvest og en udadrettet bule langs den sydøstlige yderside. Et småkrater ligger over randen i sydvest. Kraterbunden er relativt flad og uden interessante træk, ligesom der ikke er nogen central top.

## Satellitkratere
De kratere, som kaldes satellitter, er små kratere beliggende i eller nær hovedkrateret. Deres dannelse er sædvanligvis sket uafhængigt af dette, men de får samme navn som hovedkrateret med tilføjelse af et stort bogstav. På kort over Månen er det en konvention at identificere dem ved at placere dette bogstav på den side af satellitkraterets midte, som ligger nærmest hovedkrateret. Arrheniuskrateret har følgende satellitkratere:
| Arrhenius | Længde  | Bredde  | Diameter |
| --------- | ------- | ------- | -------- |
| J         | 57,6° S | 88,3° W | 18 km    |

Det følgende krater er blevet omdøbt af IAU:
- Arrhenius P — Se Blanchardkrateret.

## Måneatlas
- Billeder af Arrheniuskrateret i LPI-måneatlasset